# Jeroným Emiliani
Svatý Jeroným Emiliani (ital. Gerolamo Emiliani (1486, Benátky – 8. února 1537) byl italský kněz a zakladatel řádu regulovaných kleriků Kongregace ze Somasky (lat. Clerici Regulares Congregationis Somaschae ) a katolický světec.

## Život
Jeroným se narodil v městě Benátky v patricijské rodině v roce 1486. Když mu bylo 25 let, dostal se jako voják do zajetí, tehdy se rozhodl skoncovat s dosavadním způsobem života a dát se do služeb potřebných.
Založil řeholní společnost vzdělaných kleriků, která měla jako hlavní poslání péči o sirotky, chudé a nemocné. Prvním sídlem společnosti byla Somasca u města Bergamo v severní Itálii. Za epidemie moru roku 1528 se Jeroným při ošetřování nemocných sešel se sv. Kajetánem, jehož duchovní dráhu ovlivnil. Při další morové epidemii se opět zapojil do ošetřování a zaopatřování umírajících, nakazil se morem a 8. února 1537 v Somasce zemřel. Svatořečen byl v roce 1767 a v roce 1928 byl prohlášen patronem sirotků a opuštěné mládeže. Liturgická památka je 8. února, (původně 20. července).